# Campeonato Brasileño de Serie C
El Campeonato Brasileño de Serie C es un torneo equivalente a la tercera división del Campeonato Brasileño de Fútbol. Su primera edición fue en 1981 y desde entonces el torneo cambió sus reglas varias veces y también se había interrumpido su disputa en un par de temporadas.
La Serie C funciona como una división de acceso a la Serie B del Campeonato Brasileño, con el ascenso de los cuatro primeros clubes a Serie B del año siguiente y los cuatro peores descenderán a Serie D.
Originalmente, la Serie C se disputaba entre los equipos más destacados de los torneos estatales, a excepción de los participantes de la Serie A y Serie B. Esto significaba que los participantes debían reclasificar cada año para mantenerse en la categoría. A partir de 2009, la Serie C es disputada por 20 equipos, cuando se determinó la creación de la Serie D con 40 equipos. La nueva Serie C se disputa en dos grupos de diez equipos, donde los cuatro mejores avanzan a la fase final y los dos peores descienden.
En 2019, DAZN transmite exclusivamente la edición del campeonato utilizando su servicio de streaming.

## Sistema de disputa
A partir de la temporada 2022, se implementa el sistema de todos contra todos a una rueda, donde los 4 últimos descienden, mientras que los 8 mejores avanzan a la segunda fase, compuesta de 2 cuadrangulares, que definirán los 4 ascensos y los finalistas del campeonato.

## Equipos participantes 2025
| Equipo              | Ciudad                | Estado               | Estadio           | Posición 2024 |
| ------------------- | --------------------- | -------------------- | ----------------- | ------------- |
| ABC                 | Natal                 | Río Grande del Norte | Frasqueirão       | 14.º Serie C  |
| Anapolis            | Anapolis              | Goiás                | Jonas Duarte      | 2.º Serie D   |
| Botafogo-PB         | João Pessoa           | Paraíba              | Almeidão          | 1º Serie C    |
| Brusque             | Brusque               | Santa Catarina       | Augusto Bauer     | 19.º Serie B  |
| Caixas              | Caxias do Sul         | Río Grande del Sur   | Centenário        | 15.º Serie C  |
| Confiança           | Aracaju               | Sergipe              | Batistão          | 13.º Serie C  |
| CSA                 | Maceió                | Alagoas              | Rei Pelé          | 10.º Serie C  |
| Figueirense         | Florianópolis         | Santa Catarina       | Orlando Scarpelli | 11.º Serie C  |
| Floresta            | Fortaleza             | Ceará                | Presidente Vargas | 16.º Serie C  |
| Guarani             | Campinas              | São Paulo            | Brinco de Ouro    | 20.º Serie B  |
| Itabaiana           | Itabaiana             | Sergipe              | Etelvino Mendonça | 3.º Serie D   |
| Ituano              | Itu                   | São Paulo            | Novelli Júnior    | 18.º Serie B  |
| Londrina            | Londrina              | Paraná               | Café              | 7º Serie C    |
| Maringa             | Maringa               | Paraná               | Willie Davids     | 4.º Serie D   |
| Náutico             | Recife                | Pernambuco           | Dos Aflitos       | 9º Serie C    |
| Ponte Preta         | Campinas              | São Paulo            | Moisés Lucarelli  | 17.º Serie B  |
| Retrô               | Camaragibe            | Pernambuco           | Arena Pernambuco  | 1.º Serie D   |
| São Bernardo        | São Bernardo do Campo | São Paulo            | Primeiro de Maio  | 4.º Serie D   |
| Tombense            | Tombos                | Minas Gerais         | Almeidão          | 12.º Serie C  |
| Ypiranga de Erechim | Erechim               | Río Grande del Sur   | Colosso da Lagoa  | 6.º Serie C   |

## Campeones[2]
| Temporada   | Campeón                  | Subcampeón                      | Tercer Lugar  | Cuarto Lugar  | Clubes        |
| ----------- | ------------------------ | ------------------------------- | ------------- | ------------- | ------------- |
| 1971 - 1980 | No se realizó            | No se realizó                   | No se realizó | No se realizó | No se realizó |
| 1981        | Olaria (RJ)              | Santo Amaro (PE)                |               |               | 24            |
| 1982 - 1987 | No se realizó            | No se realizó                   | No se realizó | No se realizó | No se realizó |
| 1988        | União São João (SP)      | Esportivo (MG)                  |               |               | 43            |
| 1989        | No se realizó            | No se realizó                   | No se realizó | No se realizó | No se realizó |
| 1990        | Atlético Goianiense (GO) | América Mineiro (MG)            |               |               | 30            |
| 1991        | No se realizó            | No se realizó                   | No se realizó | No se realizó | No se realizó |
| 1992        | Tuna Luso (PA)           | Fluminense (BA)                 |               |               | 31            |
| 1993        | No se realizó            | No se realizó                   | No se realizó | No se realizó | No se realizó |
| 1994        | Novorizontino (SP)       | Ferroviária (SP)                |               |               | 41            |
| 1995        | XV de Piracicaba (SP)    | Volta Redonda (RJ)              |               |               | 107           |
| 1996        | Vila Nova (GO)           | Botafogo de Ribeirão Preto (SP) |               |               | 58            |
| 1997        | Sampaio Corrêa (MA)      | Juventus (SP)                   |               |               | 64            |
| 1998        | Avaí (SC)                | São Caetano (SP)                |               |               | 66            |
| 1999        | Fluminense (RJ)          | São Raimundo (AM)               |               |               | 36            |
| 2000(1)     | Malutrom (PR)            | Uberlândia (MG)                 |               |               | 55            |
| 2001        | Etti Jundiaí(2) (SP)     | Mogi Mirim (SP)                 |               |               | 65            |
| 2002        | Brasiliense (DF)         | Marília (SP)                    |               |               | 61            |
| 2003        | Ituano (SP)              | Santo André (SP)                |               |               | 93            |
| 2004        | União Barbarense (SP)    | Gama (DF)                       |               |               | 60            |
| 2005        | Remo (PA)                | América de Natal (RN)           |               |               | 63            |

### Ascensos para cuatro clubes
| Temporada | Campeón                   | Subcampeón               | Tercer lugar                    | Cuarto lugar           | Clubes |
| --------- | ------------------------- | ------------------------ | ------------------------------- | ---------------------- | ------ |
| 2006      | Criciúma (SC)             | Vitória (BA)             | Ipatinga (MG)                   | Grêmio Barueri (SP)    | 63     |
| 2007      | Bragantino (SP)           | Bahia (BA)               | Vila Nova (GO)                  | ABC Natal (RN)         | 64     |
| 2008      | Atlético Goianiense (GO)  | Guarani de Campinas (SP) | Campinense (PB)                 | Duque de Caxias (RJ)   | 63     |
| 2009      | América Mineiro (MG)      | ASA Arapiraca (AL)       | Icasa (CE)                      | Guaratinguetá (SP)     | 20     |
| 2010      | ABC Natal (RN)            | Ituiutaba (MG)           | Criciúma (SC)                   | Salgueiro (PE)         | 20     |
| 2011      | Joinville (SC)            | CRB Alagoas (AL)         | Ipatinga (MG)                   | América de Natal (RN)  | 20     |
| 2012      | Oeste de Itápolis (SP)    | Icasa (CE)               | Chapecoense (SC)                | Paysandu (PA)          | 20     |
| 2013      | Santa Cruz Recife (PE)    | Sampaio Corrêa (MA)      | Luverdense (MT)                 | Vila Nova (GO)         | 21     |
| 2014      | Macaé (RJ)                | Paysandu (PA)            | Mogi Mirim (SP)                 | CRB Alagoas (AL)       | 20     |
| 2015      | Vila Nova (GO)            | Londrina (PR)            | Tupi (MG)                       | Brasil de Pelotas (RS) | 20     |
| 2016      | Boa Esporte (MG)          | Guarani de Campinas (SP) | Juventude (RS)                  | ABC Natal (RN)         | 20     |
| 2017      | CSA Alagoas (AL)          | Fortaleza (CE)           | São Bento (SP)                  | Sampaio Corrêa (MA)    | 20     |
| 2018      | Operário Ferroviário (PR) | Cuiabá (MT)              | Botafogo de Ribeirão Preto (SP) | Bragantino (SP)        | 20     |
| 2019      | Náutico (PE)              | Sampaio Corrêa (MA)      | Juventude (RS)                  | Confiança (SE)         | 20     |
| 2020      | Vila Nova (GO)            | Remo (PA)                | Londrina (PR)                   | Brusque (SC)           | 20     |
| 2021      | Ituano (SP)               | Tombense (MG)            | Grêmio Novorizontino (SP)       | Criciúma (SC)          | 20     |
| 2022      | Mirassol (SP)             | ABC Natal (RN)           | Botafogo de Ribeirão Preto (SP) | Vitória (BA)           | 20     |
| 2023      | Amazonas (AM)             | Brusque (SC)             | Operário Ferroviário (PR)       | Paysandu (PA)          | 20     |
| 2024      | Volta Redonda (RJ)        | Athletic Club (MG)       | Ferroviária (SP)                | Remo (PA)              | 20     |

## Títulos por equipo
- Solo incluye títulos reconocidos por la CBF.30 equipos campeones

| Club                 | Títulos | Años campeón     | Subtítulos | Años subcampeón |
| -------------------- | ------- | ---------------- | ---------- | --------------- |
| Vila Nova-GO         | 3       | 1996, 2015, 2020 | 0          | ---             |
| Atlético Goianiense  | 2       | 1990, 2008       | 0          | ---             |
| Ituano               | 2       | 2003, 2021       | 0          | ---             |
| Sampaio Corrêa       | 1       | 1997             | 2          | 2013, 2019      |
| América Mineiro      | 1       | 2009             | 1          | 1990            |
| Boa Esporte          | 1       | 2016             | 1          | 2010            |
| Remo                 | 1       | 2005             | 1          | 2020            |
| ABC                  | 1       | 2010             | 1          | 2022            |
| Volta Redonda        | 1       | 2024             | 1          | 1995            |
| Olaria               | 1       | 1981             | 0          | ---             |
| União São João       | 1       | 1988             | 0          | ---             |
| Tuna Luso            | 1       | 1992             | 0          | ---             |
| Novorizontino        | 1       | 1994             | 0          | ---             |
| XV de Piracicaba     | 1       | 1995             | 0          | ---             |
| Avaí                 | 1       | 1998             | 0          | ---             |
| Fluminense           | 1       | 1999             | 0          | ---             |
| Paulista             | 1       | 2001             | 0          | ---             |
| Brasiliense          | 1       | 2002             | 0          | ---             |
| União Barbarense     | 1       | 2004             | 0          | ---             |
| Criciúma             | 1       | 2006             | 0          | ---             |
| Bragantino           | 1       | 2007             | 0          | ---             |
| Joinville            | 1       | 2011             | 0          | ---             |
| Oeste                | 1       | 2012             | 0          | ---             |
| Santa Cruz           | 1       | 2013             | 0          | ---             |
| Macaé                | 1       | 2014             | 0          | ---             |
| CSA                  | 1       | 2017             | 0          | ---             |
| Operário Ferroviário | 1       | 2018             | 0          | ---             |
| Náutico              | 1       | 2019             | 0          | ---             |
| Mirassol             | 1       | 2022             | 0          | ---             |
| Amazonas             | 1       | 2023             | 0          | ---             |
| Guarani              | 0       | ---              | 2          | 2008, 2016      |
| Santo Amaro          | 0       | ---              | 1          | 1981            |
| Esportivo de Passos  | 0       | ---              | 1          | 1988            |
| Fluminense de Feira  | 0       | ---              | 1          | 1992            |
| Ferroviária          | 0       | ---              | 1          | 1994            |
| Botafogo-SP          | 0       | ---              | 1          | 1996            |
| Juventus-SP          | 0       | ---              | 1          | 1997            |
| São Caetano          | 0       | ---              | 1          | 1998            |
| São Raimundo-AM      | 0       | ---              | 1          | 1999            |
| Mogi Mirim           | 0       | ---              | 1          | 2001            |
| Marília              | 0       | ---              | 1          | 2002            |
| Santo André          | 0       | ---              | 1          | 2003            |
| Gama                 | 0       | ---              | 1          | 2004            |
| América de Natal     | 0       | ---              | 1          | 2005            |
| Vitória              | 0       | ---              | 1          | 2006            |
| Bahia                | 0       | ---              | 1          | 2007            |
| Asa de Arapiraca     | 0       | ---              | 1          | 2009            |
| CRB                  | 0       | ---              | 1          | 2011            |
| Icasa                | 0       | ---              | 1          | 2012            |
| Paysandu             | 0       | ---              | 1          | 2014            |
| Londrina             | 0       | ---              | 1          | 2015            |
| Fortaleza            | 0       | ---              | 1          | 2017            |
| Cuiabá               | 0       | ---              | 1          | 2018            |
| Tombense             | 0       | ---              | 1          | 2021            |
| Brusque              | 0       | ---              | 1          | 2023            |
| Athletic Club        | 0       | ---              | 1          | 2024            |

## Títulos por estado
Solamente campeonatos reconocidos por CBF.
| Estado               | Títulos | Subtítulos |
| -------------------- | ------- | ---------- |
| São Paulo            | 10      | 9          |
| Goiás                | 5       | -          |
| Río de Janeiro       | 3       | 1          |
| Santa Catarina       | 3       | -          |
| Minas Gerais         | 2       | 4          |
| Pará                 | 2       | 2          |
| Pernambuco           | 2       | 1          |
| Alagoas              | 1       | 2          |
| Maranhão             | 1       | 2          |
| Río Grande del Norte | 1       | 2          |
| Distrito Federal     | 1       | 1          |
| Paraná               | 1       | 1          |
| Bahía                | -       | 3          |
| Ceará                | -       | 2          |
| Amazonas             | -       | 1          |
| Mato Grosso          | -       | 1          |

## Goleadores[4]
| Año  | Jugador                                          | Club                                         | Goles       |
| ---- | ------------------------------------------------ | -------------------------------------------- | ----------- |
| 1981 | Müller Fabinho                                   | São Borja Santo Amaro                        | 5           |
| 1988 | Desconocido                                      | Desconocido                                  | Desconocido |
| 1990 | Júlio César                                      | Atlético Goianiense                          | 10          |
| 1992 | Jorge Veras                                      | Ferroviário                                  | 9           |
| 1994 | Desconocido                                      | Desconocido                                  | Desconocido |
| 1995 | Serginho                                         | XV de Piracicaba                             | 6           |
| 1996 | Marcelinho Paraíba                               | Rio Branco-SP                                | 16          |
| 1997 | Marcelo Baron                                    | Sampaio Corrêa                               | 9           |
| 1998 | Kléber Pereira                                   | Moto Club                                    | 25          |
| 1999 | Aldrovani Menon                                  | Figueirense                                  | 13          |
| 2000 | Murilo                                           | Tuna Luso                                    | 13          |
| 2001 | Edmilson Jean Carlos Rodrigo Ayres               | Brasiliense Etti Jundiaí Atlético Goianiense | 14          |
| 2002 | Wellington Dias Túlio Maravilha                  | Brasiliense                                  | 11          |
| 2003 | Nilson Sergipano                                 | Botafogo-P                                   | 11          |
| 2004 | Carlos Frontini Marciano Victor                  | União Barbarense Limoeiro Gama               | 10          |
| 2005 | Paulinho Marília                                 | América de Natal                             | 10          |
| 2006 | Sorato                                           | Bahia                                        | 16          |
| 2007 | Túlio Maravilha                                  | Vila Nova-GO                                 | 27          |
| 2008 | Marcão                                           | Atlético Goianiense                          | 25          |
| 2009 | Marciano Nena                                    | Icasa ASA Arapiraca                          | 8           |
| 2010 | Bruno Rangel                                     | Paysandu                                     | 8           |
| 2011 | Ronaldo Capixaba                                 | Joinville                                    | 11          |
| 2012 | Dênis Marques                                    | Santa Cruz                                   | 11          |
| 2013 | Assisinho                                        | Fortaleza                                    | 12          |
| 2014 | Ytalo                                            | Guaratinguetá                                | 12          |
| 2015 | Guilherme Queiróz                                | Portuguesa-SP                                | 12          |
| 2016 | Jones Carioca                                    | ABC                                          | 12          |
| 2017 | Rafael Grampola                                  | Joinville                                    | 13          |
| 2018 | Caio Dantas                                      | Botafogo-SP                                  | 11          |
| 2019 | Eduardo dos Santos Luiz Eduardo Negueba Salatiel | Treze São José-RS Globo Sampaio Corrêa       | 8           |
| 2020 | Thiago Alagoano                                  | Brusque                                      | 12          |
| 2021 | Diego Quirino                                    | Ypiranga de Erechim                          | 10          |
| 2022 | Alex Henrique José                               | Aparecidense                                 | 12          |
| 2023 | Sassá                                            | Amazonas                                     | 18          |
| 2024 | Kayke Paulo Sérgio                               | São Bernardo Náutico                         | 10          |

## Televisación
- SporTV (1999, 2012–2014)
- Rede Vida (2003)
- NSC (2003–2006)
- TV Brasil (2010, 2013–2016)
- Esporte Interativo (2014–2018)
- CBF TV (2018)
- DAZN (2019–presente)
- Rede Bandeirantes (2019–2022)
- MyCujoo (2020)
- NSports (2021–2022)
- DSports (2022)
- OneFootball (2022)
- Nosso Futebol (2023–presente)